# Opuntia delaetiana
Opuntia delaetiana là một loài thực vật có hoa trong họ Cactaceae. Loài này được (F.A.C. Weber) Vaupel mô tả khoa học đầu tiên năm 1913.